# Jephtha

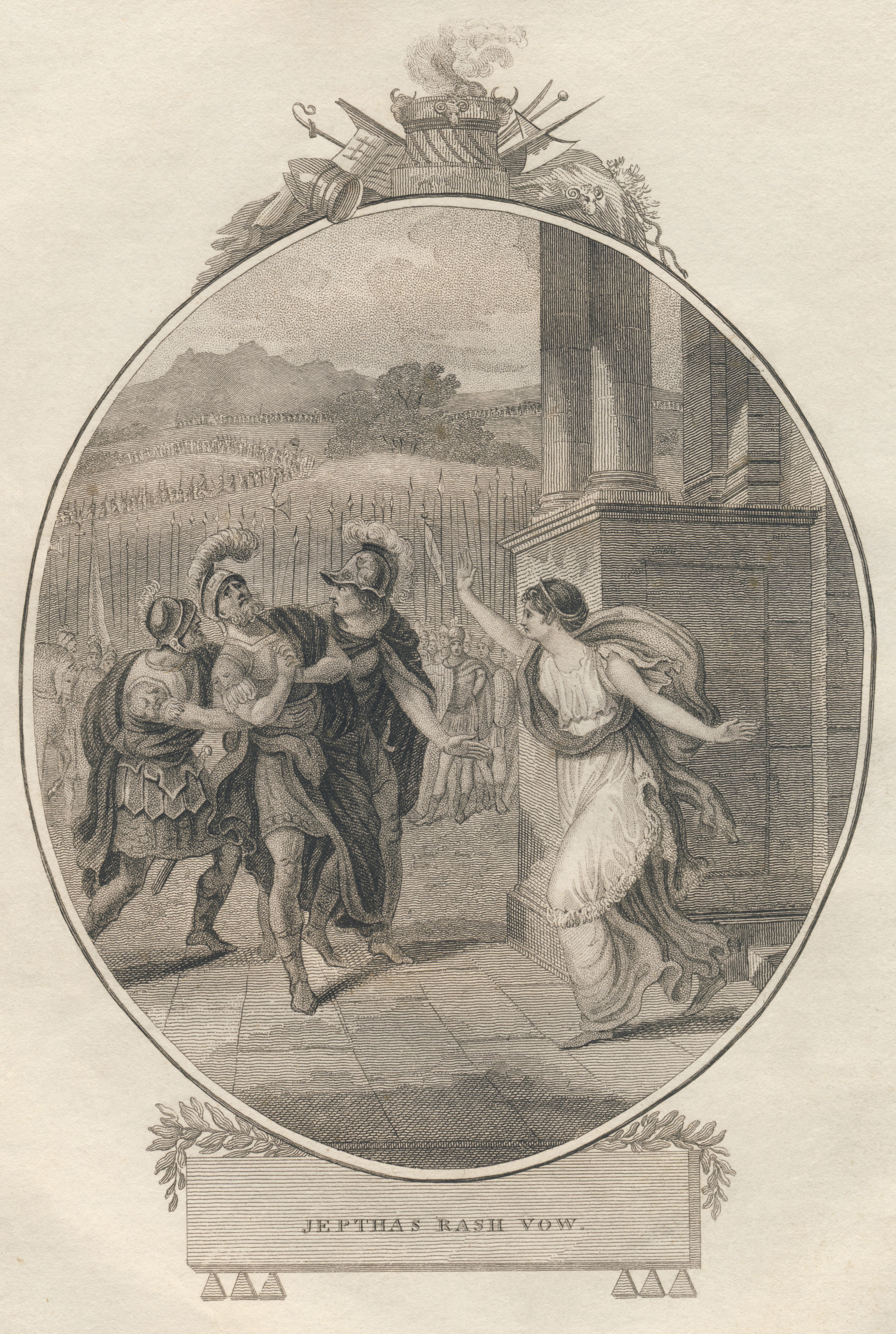
Version restaurée de "Jephthah's Rash Vow", par James Gandee & M. Jones, Londres. Publié le 20 janvier 1807. Illustre la description de

Jephtha (HWV 70) est un oratorio en trois parties de Georg Friedrich Haendel composé en 1751 sur un livret en anglais du Révérend Thomas Morell d'après le Livre des Juges et Jephthes sive Votum (1554) de George Buchanan.
L'œuvre emprunte des thèmes aux messes n° 1, 2, 3, 5 et 6 de Franz Habermann.
La composition s'étend du 21 janvier au 30 août 1751.
La première représentation eut lieu en concert au Covent Garden de Londres le 26 février 1752 ; la première représentation scénique à l'opéra de Stuttgart en 1959 et la première représentation à l'Opéra de Paris le 10 octobre 1959.

## Argument

### Acte I
Sur le conseil de Zebul, Jephtha, né d’une prostituée, est rappelé in extremis de l’exil pour sauver son peuple de l’agression des Ammonites. Il accepte le commandement des armées contre la garantie de préserver sa fonction en temps de paix. Les Israélites y consentent. Jephtha prend congé de son épouse Storgè qui s’inquiète de ce que l’avenir leur réserve. Hamor offre son amour à Iphis, la fille de Jephtha ; elle l’accepte volontiers. Mais le combat approche, et ils doivent se préparer. Aussi excité qu’angoissé par la perspective de la bataille, Jephtha propose à Jéhovah un marché : s’il remporte la victoire, il lui sacrifiera le premier qui viendra l’accueillir après le combat. Les Israélites prient pour une heureuse issue de la guerre, alors que Storgè est hantée par des visions d’horreur. Iphis la console. Dès lors que le roi des Ammonites a rejeté toute tractation, la parole est à Jéhovah.

### Acte II
Hamor apporte à Iphis la bonne nouvelle : le ciel a déversé des légions de chérubins armés, permettant aux Israélites de terrasser l’ennemi. Iphis prépare un accueil triomphal à son père, tandis que Jephtha et les Israélites célèbrent la victoire. On vient saluer le héros, Iphis avance en tête du cortège. Jephtha, bouleversé, avoue son fatal serment : Iphis doit être sacrifiée. Storgè, horrifiée, refuse de se soumettre, alors que Hamor propose sa propre vie en échange de celle d’Iphis. Storgè, Hamor et Zebul supplient Jephtha d’épargner sa fille. Mais Iphis est déjà au courant du verdict, et s’y soumet sans murmurer. Une douleur immense déchire le cœur de Jephtha.

### Acte III
Jephtha prie pour le salut de l’âme d’Iphis. Cette dernière prend congé de la vie. Les prières de tout le peuple l’accompagnent. Avant le coup fatal, un ange apparaît, porteur d’une bonne nouvelle : Iphis vivra, mais pure et vierge, à jamais vouée à Dieu. Jephtha bénit le nom du Seigneur.

## Distribution
| Personnage                                                 | Voix          | Création, 26 février 1752 |
| ---------------------------------------------------------- | ------------- | ------------------------- |
| Jephtha                                                    | ténor         | John Beard                |
| Iphis, sa fille                                            | soprano       | Giulia Frasi              |
| Storgé, sa femme                                           | mezzo-soprano | Caterina Galli            |
| Zebul, son frère                                           | basse         | Robert Wass               |
| Hamor, amant d'Iphis                                       | contreténor   | Mr.Brent                  |
| Un ange                                                    | soprano       | Soprano garçon anonyme    |
| Chœur des Israelites, chœur des prêtres, chœur des vierges |               |                           |